# Северский (Краснодарский край)
Северский — хутор в Усть-Лабинском районе Краснодарского края России. Входит в состав Братского сельского поселения.

## География
Хутор расположен на берегу реки Средний Зеленчук (левый приток Кубани), в 3 км к западу от центра сельского поселения — хутора Братского.

## Население
| 2002 | 2010 |
| ---- | ---- |
| 47   | ↘24  |